# Phanoperla srilanka
Phanoperla srilanka är en bäcksländeart som beskrevs av Peter Zwick 1982. Phanoperla srilanka ingår i släktet Phanoperla och familjen jättebäcksländor. Inga underarter finns listade i Catalogue of Life.